# سيلفانا سواريز
سيلفانا سواريز (بالإسبانية: Silvana Suárez)‏ (و. 1958  م) هي عارضة، ومتسابقة ملكة الجمال أرجنتينية، ولدت في قرطبة.